# Astrosociobiologie
L'astrosociobiologie, également appelée astrosociologie, exosociologie ou xénosociologie, est une discipline qui spécule sur les civilisations extraterrestres supposées et leur possibles caractéristiques sociales,,.
La plus grande partie de la communauté scientifique, ainsi que les sociologues, considère l'astrosociobiologie comme une pseudo-science.
Ce sujet converge avec l'astrobiologie, la sociobiologie et la biologie de l'évolution. Les comparaisons entre la civilisation humaine et les hypothétiques civilisations extraterrestres sont fréquemment posées, plaçant la situation humaine dans le même contexte que les autres intelligences extraterrestres. Quand c'est possible, les astrosociobiologistes décrivent seulement les caractéristiques sociales qui sont censées être communes (ou hautement probable) à toutes les civilisations.

## Portée et méthodologies
La plus grande partie de la communauté scientifique, y compris les sociologues, considère l'astrosociobiologie comme une pseudo-science. En épistémologie, « une théorie qui n'est réfutable par aucun événement qui se puisse concevoir » est dépourvue de caractère scientifique ; il n'y a donc aucun sens de prétendre étudier ce que l'on ne peut a priori pas observer, ni a fortiori réfuter.
La sociobiologie tente d'expliquer le comportement des animaux, les comportements de groupe et la structure sociale sur le plan des avantages de l'évolution ou de la stratégie et utilise des techniques originaires de l'éthologie, l'évolution et la génétique des populations. Les sociobiologistes sont spécialement intéressés en comparant les analyses, spécialement en étudiant les institutions sociales humaines et leurs cultures. Les sociobiologistes les plus connus sont Edward Osborne Wilson, Jared Diamond, et Richard Dawkins.
L'astrobiologie est un champ spéculatif au sein de la biologie qui considère les variétés possibles et les caractéristiques de la vie extraterrestre. Les astrobiologistes spéculent sur les directions possibles que la vie organique pourrait se transformer en être dans l'univers et sur le potentiel d'une vie artificielle.
Les astrobiologistes, comme les biologistes de l'évolution et les sociobiologistes, sont concernés par le phénomène de l'évolution convergente. Quelques exemples sont les traits physiques qui ont évolué indépendamment (par exemple les yeux), les niches écologiques (par exemple les groupes de prédateurs), et même les innovations technologiques (comme le langage, l'écriture, la domestication des plantes et des animaux, les outils basiques et les armes). Les astrosociobiologistes prennent le potentiel d'une évolution convergente hors planète et spéculent que certaines niches écologiques et sociologiques ne peuvent pas être spécifiques à la Terre ou à l'espèce humaine et sont un archétype au travers de tout l'univers.

## Hypothèses
Afin de permettre aux astrosociobiologistes de commencer les spéculations à propos des conditions et des caractéristiques des civilisations extraterrestres, plusieurs hypothèses sont posées :
1. Les civilisations extraterrestres existent ;
2. Les civilisations extraterrestres doivent en partie ressembler à la nôtre en termes de :
  - caractéristiques physiques et cognitives ;
  - caractéristiques de la société.

D'une autre manière, les astrosociobiologistes supposent qu'une vie intelligente s'est développée avec des conditions similaires d'environnement et un procédé similaire d'évolution que pour l'humanité.
De nos jours, il est difficile de dire si ce sont des hypothèses valides. Par exemple, l'hypothèse de la Terre rare et le Paradoxe de Fermi suggèrent que nous pouvons être les seuls dans la galaxie. Il est aussi envisageable que des extraterrestres et leur civilisation puissent ressembler à notre civilisation. L'astrosociobiologie est aussi mêlée au déterminisme environnemental. Les astrosociobiologistes contre-argumentent que tous ces points peuvent être contrés par le principe de Copernic et par une variante du principe anthropique. On ne doit pas supposer, argumentent-ils, que l'espèce humaine est unique et que l'on doit commencer par le prémisse de la banalité de l'espèce humaine.

## Les possibles caractéristiques extraterrestres
Après avoir donné ces hypothèses, les astrosociobiologistes tentent de faire des prédictions à propos des caractéristiques qui peuvent être communes à toutes les sociétés extraterrestres. Par exemple, en se fondant sur l'expérience humaine, les astrosociobiologistes concluent que toutes les civilisations traversent les mêmes étapes, incluant l'agriculture, l'industrialisation, la démocratisation, la globalisation et l'âge de l'information. Des hypothèses similaires sont faites à propos du développement des innovations technologiques (archétype technologique universel) et les percées scientifiques (incluant l'ordre inégal dans lequel les avancements sont développés).
Les astrosociobiologistes spéculent également à propos d'une intelligence avancée, incluant les intelligences qui peuvent avoir évolué au-delà de l'âge actuel de l'humanité. La difficulté de s'engager dans une telle discussion, cependant, est due au fait qu'il s'agit de débats hautement spéculatifs. Les astrosociobiologistes n'ont actuellement aucune donnée pour supporter l'idée qu'une civilisation humaine pourrait continuer à travers un futur prévisible. En effet, en considérant le Paradoxe de Fermi, les scientifiques peuvent réellement avoir une donnée suggérant quelle est la limite qu'une civilisation avancée pourra développer.
Cependant, l'espèce humaine avançant d'étape en étape, les astrosociobiologistes supposent que les extraterrestres — dans le passé et dans le futur — ont traversé les mêmes étapes.

## Les types de civilisation
Une méthode classifiant les types de civilisation a été introduite par l'astronome russe Nikolaï Kardachev en 1964. Avec l'échelle de Kardachev, les classifications sont assignées en se fondant sur la quantité d'énergie utilisable dont une civilisation peut disposer, augmentant de façon logarithmique :
- Type I : une civilisation est capable d'exploiter toute l'énergie disponible[Quoi ?] d'une planète et ses satellites naturels, soit approximativement 1016 W ;
- Type II : une civilisation est capable d'exploiter toute l'énergie disponible d'une étoile et son système planétaire, soit approximativement 1026 W ;
- Type III : une civilisation est capable d'exploiter toute l'énergie disponible d'une galaxie, soit approximativement 1036 W ;
- Type IV : une civilisation est capable d'exploiter toute l'énergie disponible d'un superamas galactique, soit approximativement 1046 W ;
- Type V : une civilisation est capable d'exploiter toute l'énergie disponible de l'Univers, soit approximativement 1056 W (hautement spéculatif).

La civilisation humaine n'a pas encore achevé le Type I complètement, elle est seulement capable d'exploiter une portion de l'énergie de la Terre. Carl Sagan spécule que la civilisation actuelle de l'humanité est aux alentours de 0,7 H sur une échelle de 0,0 A à 9,9 Z.
Une critique majeure de l'échelle de Kardachev est que sa graduation est imprécise, la différence entre le Type II et le Type III étant de dix ordres. On suppose que les types d'une civilisation significative résident vraisemblablement au sein de ce niveau.

## Astrobiologistes
- James Annis
- John D. Barrow
- John Smart
- Frank Drake
- Freeman Dyson
- Nikolaï Kardachev
- Carl Sagan
- Milan M. Ćirković
- Frank Tipler